# Иоганнес (имя)
Иога́ннес — мужское имя древнееврейского происхождения.
Латинизированное имя Johannes образовано от греческой формы Ιωάννης (Ioannes) еврейского слова יוחנן (Jochanan) и означает «Я́хве(Иего́ва) (JHWH) милостив» / «Я́хве смилостивился».